# Johann Kämpff
Johann Kämpff, auch Kampff oder Kampf, (* in Staffelstein; † 1625 in Gotha) war ein deutscher Kirchenlieddichter. Mit seinem Vater, der aus Staffelstein wegen seines evangelischen Glaubens vertrieben wurde, floh Kämpff nach Coburg. Nachdem er hier auf einem Gymnasium vorgebildet wurde, bezog er die Universität Jena und dann die Universität Wittenberg. 1604 kam er als Diakon nach Gotha, wo er 1625 an der Pest verstarb. Er dichtete ein geistliches Lied, das 1704 durch das Geistreiche Gesangbuch von Johann Anastasius Freylinghausen Verbreitung fand.

## Werke
- Wenn ich in Todesnöthen bin